# Szerelempatak
A Szerelempatak 2013-ban elkészült, 2014-ben bemutatásra került színes magyar dokumentumfilm Sós Ágnes rendezésében. A dokumentumfilm különlegessége, hogy idősek szerelmi és szexuális életével foglalkozik. A produkciót az HBO Europe gyártotta.
A film címe egy közismert népdalra utal (ti. „A bárnai kertek alatt / folyik a szerelempatak, / aki abból sokat iszik, / babájától elbúcsúzik”).  

## Gyártása
A forgatás 2010 októberében kezdőődött el és 2013-ra lett befejezve. A kész dokumentumfilm 50-60 óra forgatott anyagból lett megvágva.
A dokumentumfilm konzultánsa Dr. Balázs Lajos néprajzkutató már korábban, sikeres könyvében foglalkozott a témával, és az ő ajánlására lett ez a vidék a film helyszíne. A szereplők nem egyetlen faluból származnak.
További készítők
- Fotó: Lovasi Zoltán, Szendrő András
- Fővilágosító: Szendrő András